# Велика брехня (фільм)
«Велика брехня» (англ. The Great Lie) — художній фільм режисера Едмунда Гулдінга, що вийшов на екрани в 1941 році. Екранізація роману Полана Бенкса (Polan Banks).

## Сюжет
Після чергової бурхливої вечірки Пітер ван Аллен (Джордж Брент) прокидається людиною, одруженою з відомою піаністкою Сандрою Ковак (Мері Астор). Однак незабаром його адвокат повідомляє йому, що цей шлюб недійсний, оскільки ще не вступило в силу розлучення Сандри з її попереднім чоловіком. Повідомивши про це їй, Пітер ставить їй ультиматум: або весілля, або гастролі. Сандра вибирає друге, і Пітер повертається до своєї колишньої коханої Меггі (Бетті Девіс), з якою він був кілька разів заручений, але кожного разу шлюбу заважала його схильність до випивки. Тепер він обіцяє більше не пити, і Меггі приймає його пропозицію. Через деякий час після весілля Пітер отримує роботу пілота, вирушає в рейс до Південної Америки і зникає десь у бразильських джунглях. Ніхто не знає, що сталося з літаком, і Пітера оголошують загиблим. Дізнавшись, що Сандра вагітна від Пітера, Меггі пропонує забезпечити їй безбідне існування в обмін на дитину. Сандра погоджується.

## У ролях
- Бетт Девіс — Меггі Паттерсон
- Джордж Брент — Пітер ван Аллен
- Мері Астор — Сандра Ковак
- Люсіль Вотсон — тітка Ада Грінфілд
- Гетті Мак-Денієл — Вайолет
- Грант Мітчелл — Джошуа Мейсон
- Джером Кауен — Джок Томпсон
- Чарльз Троубрідж — сенатор Тед Грінфілд
- Терстон Холл — Оскар Уортінгтон Джеймс
- Расселл Хікс — полковник Харрістон
- Сем МакДеніел — Джефферсон Вашингтон

## Музика
У фільмі звучить музика Петра Чайковського («Концерт для фортепіано з оркестром № 1»), Ріхарда Вагнера (арія «Liebestod» з опери «Трістан і Ізольда»), Антона Рубінштейна («Концерт для фортепіано № 4»), Стівена Фостера (пісня «Slumber My Darling» у виконанні Хетті МакДеніел і чорношкірого хлопчика).

## Нагороди
За роль Сандри Ковак Мері Астор була удостоєна премії «Оскар» за кращу жіночу роль другого плану і премії Національної ради кінокритиків США за кращу жіночу роль.